# Хайнрих III (Золмс-Браунфелс)
Вижте пояснителната страница за други личности с името Хайнрих III.
Хайнрих III фон Золмс (IV) (на немски: Heinrich III (IV) von Solms; † 1311/1312) е граф на Золмс в Браунфелс.
Той е първият син на граф Хайнрих II фон Золмс († 1280/1282) и Аделхайд фон Вестербург или Аделхайд фон Рункел († 1276), дъщеря на господар Зигфрид IV фон Рункел († 1266).
Около 1280 г. замъкът Браунфелс става жилище на графовете на Золмс.

## Фамилия
Хайнрих III се жени пр. 17 март 1295 г. за Елизабет фон Липе (* ок. 1273; † 1325), дъщеря на Бернхард IV фон Липе († 1275) и графиня Агнес фон Клеве († 1285), дъщеря на граф Дитрих IV фон Клеве и Хедвиг фон Майсен. Те имат децата:
- Хайнрих I (V) фон Золмс-Отенщайн († 2 април 1352), женен за София фон Хорстмар-Отенщайн († 1358)
- Лиза фон Золмс-Браунфелс (ок. 1300 – 1351), омъжена за Ведекинд фон Шалксберг (ок. 1300 – 1351)
- Бернхард I († 1347/49), граф на Золмс-Браунфелс, женен за Гостия фон Ахауз
- Симон фон Золмс-Браунфелс († 1398/1399), каноник в Кьолн и Мюнстер
- Одилия фон Золмс
- Дитрих фон Золмс, каноник в Кьолн 1323/1325
- Мехтилд фон Золмс